# Bruinvisch (schip, 1902)
De Friese dektjalk BRUINVISCH werd gebouwd op de werf van de gebroeders Draaisma te Franeker voor de heer M. Huizinga uit Zwartsluis en in 1902 opgeleverd. Gebouwd voor het vervoer van schelpen en vee.

## Geschiedenis
De Bruinvisch voer tot de jaren zestig in de zeilvrachtvaart onder meer met turf uit de Drentse venen, stront en aardappelen uit Friesland, hout naar Maastricht, ansjovis en schelpen van de Waddenzee, bieten uit Noord- en Zuidwest Nederland; lood en ijzer uit het Luikse industriegebied, steenkool uit het Ruhrgebied, passagiers van de Waddeneilanden en vee uit Purmerend.

## Restauratie
Toen de huidige schipper en eigenaar, Cees Dekker in 1972 de Bruinvisch kocht, was het schip nog slechts een casco. In de jaren die volgden heeft hij de tjalk met onderzoek en handarbeid weer onder zeil gebracht.

## Varend monument
In april 2003 is de Bruinvisch opgenomen in het register voor varende monumenten. Het schip is zoveel mogelijk teruggebracht in de oorspronkelijke staat van 1902 met de tussentijdse veranderingen, zoals de motor, de ankerlier, de zeillier en de schootlier. Het ruim van de Bruinvisch kan nog steeds als laadruimte worden gebruikt voor het vervoer van bijvoorbeeld bulkgoed of bakstenen.

## Kromhoutmotor
De gloeikop-Kromhout-1-cilindermotor in de Bruinvisch is de laatste nog werkende Kromhout motor in de beroepsvaart. Begin jaren vijftig kwam achter in het laadruim een 1-cilinder-30pk-Kromhoutmotor uit 1917 te staan. Deze is in 1992 vervangen door een Kromhout motor van hetzelfde type uit 1924. De motor is met zijn karakteristieke geluid een aantal keer gebruikt bij muziekoptredens, onder andere op het Heineken Jazz Festival in Rotterdam (1989), samen met celliste Frances-Marie Uitti op de Harlinger Visserijdagen (2001) en in de haven van Zoutkamp ter ere van het terugbrengen van een vissershuisje.